# Phrynium villosulum
Phrynium villosulum är en strimbladsväxtart som beskrevs av Friedrich Anton Wilhelm Miquel. Phrynium villosulum ingår i släktet Phrynium och familjen strimbladsväxter. Inga underarter finns listade.